# Эттерсли, Роберт
Роберт (Боб) Эттерсли (англ. Robert "Bob" Attersley, 13 августа 1933 — 13 марта 2010) — канадский хоккеист, нападающий. Чемпион мира 1958 года, серебряный призёр Олимпийских игр 1960 года.
Никогда не выступал за команды НХЛ.
В 1957 г. в составе команды Уитби Данполс выиграл чемпионат Канады. В 1958 г. в составе национальной сборной становится чемпионом мира в Норвегии. На Олимпиаде 1960 г. в Скво-Вэлли становится обладателем серебряной медали.
По окончании игр до 1963 г. выступал в Восточной Профессиональной Хоккейной лиге (Eastern Professional Hockey Leagueе).
В 1980—1991 гг. — мэр города Уитби, в его честь там была названа одна из улиц.